# Utbildning i Nederländerna

Det nederländska utbildningssystemets struktur (principskiss).

Utbildning i Nederländerna är baserat på en allmän grundskola till 12 års ålder. Efter denna är utbildningen delad i tre kategorier, förberedande yrkesskola, högskoleförberedande gymnasium och universitetsförberedande gymnasium. Det finns olika former för övergångar mellan de tre kategorierna. Yrkesutbildning och högre utbildning ges vid yrkesskolor, högskolor och universitet.

## Skolplikt
Elever i Nederländerna har skolplikt mellan 5 och 16 års ålder. Mellan 16 och 18 års ålder gäller partiell skolplikt (partiële leerplicht), vilket innebär att eleven måste delta i någon form av undervisning åtminstone två dagar i veckan. Den som har en utbildning som kvalificerar för arbetsmarknaden kan sluta tidigare än andra. Som en sådan utbildning räknas lägst MBO-3 (se nedan).

## Grundskola
Från 4-12 års ålder går alla elever i grundskolan - Basisschool. Efter denna skolform finns olika fortsättningsskolor av typen yrkesskolor och skolor som förbereder för högre undervisning.

## Fortsättningsskolor
Förberedande yrkesskola (VMBO)
Från 12-16 års ålder ges undervisning vid den yrkesförberedande grundskolan - Voorbereidend middelbaar beroepsonderwijs (förberedande yrkesundervisning på mellannivå). Inom denna skolform finns fyra olika program:
- Grundläggande program (BBL), vilket leder till yrkesskola (MBO).
- Yrkesprogram (GL), vilket leder till yrkesskola (MBO).
- Kombinerat program (KBL), vilket leder till yrkesskola (MBO).
- Teoretiskt program (TL), vilket leder till gymnasium (HAVO) eller yrkesskola (MBO).

Yrkesskola (MBO)
Undervisning vid yrkesskolan - Middelbaar beroepsonderwijs (yrkesundervisning på mellannivå) varar ett till fyra år. Yrkesskoleundervisningen ges på fyra olika nivåer:
- Nivå 1: Förberedande yrkesutbildning. Uppfyller inte kraven för upphörd skolplikt, men ger tillträde till nivå 2. Utan krav på avgångsbetyg från grundskolan.
- Nivå 2: Grundläggande yrkesutbildning.  Krav på avgångsbetyg från grundskolans grundläggande program (VMO-BBL).
- Nivå 3: Kvalificerad yrkesutbildning. Krav på avgångsbetyg från grundskolans övriga program (VMO-GL/KBL/TL).
- Nivå 4: Specialiserad yrkesutbildning. Krav på avgångsbetyg från grundskolans övriga program (VMO-GL/KBL/TL). Kvalificerar för tillträde till högskolan (HBO).

Gymnasium (HAVO)
Från 12-17 års ålder ges utbildning vid gymnasiet - Hoger algemeen voortgezet onderwijs (högre allmän fortsättningsundervisning) vilket kvalificerar för högskolan (HBO).
Gymnasium (VWO)
Från 12-18 års ålder ges undervisning vid gymnasiet - Voorbereidend wetenschappelijk onderwijs (förberedande vetenskaplig undervisning) vilket kvalificerar för universitetet (WO). Det finns två huvudformer:
- Atheneum
- Gymnasium (där undervisning ges i latin och forngrekiska).

## Högre utbildning
Högskola (HBO)
Examen från yrkesskola, nivå 4 (MBO-4), gymnasium (HAVO) eller gymnasium (VWO) kvalificerar för högskolan - Hoger beroepsonderwijs (högre yrkesundervisning). Den är fyraårig och leder till en kandidatexamen. Den kan åtföljas av en masterexamen, vilket tar ett eller två år.
Universitet (WO)
Gymnasium (VWO) eller en propedeutisk kurs på högskolan kvalificerar för universitetet - Wetenschappelijk onderwijs (vetenskaplig undervisning). Universitetet har också två nivåer, en grundnivå och en avancerad nivå, som leder till respektive kandidatexamen och masterexamen.